# Barcita tremula
Barcita tremula är en fjärilsart som beskrevs av William Schaus 1901. Barcita tremula ingår i släktet Barcita och familjen nattflyn. Inga underarter finns listade i Catalogue of Life.